# Đánh bạc

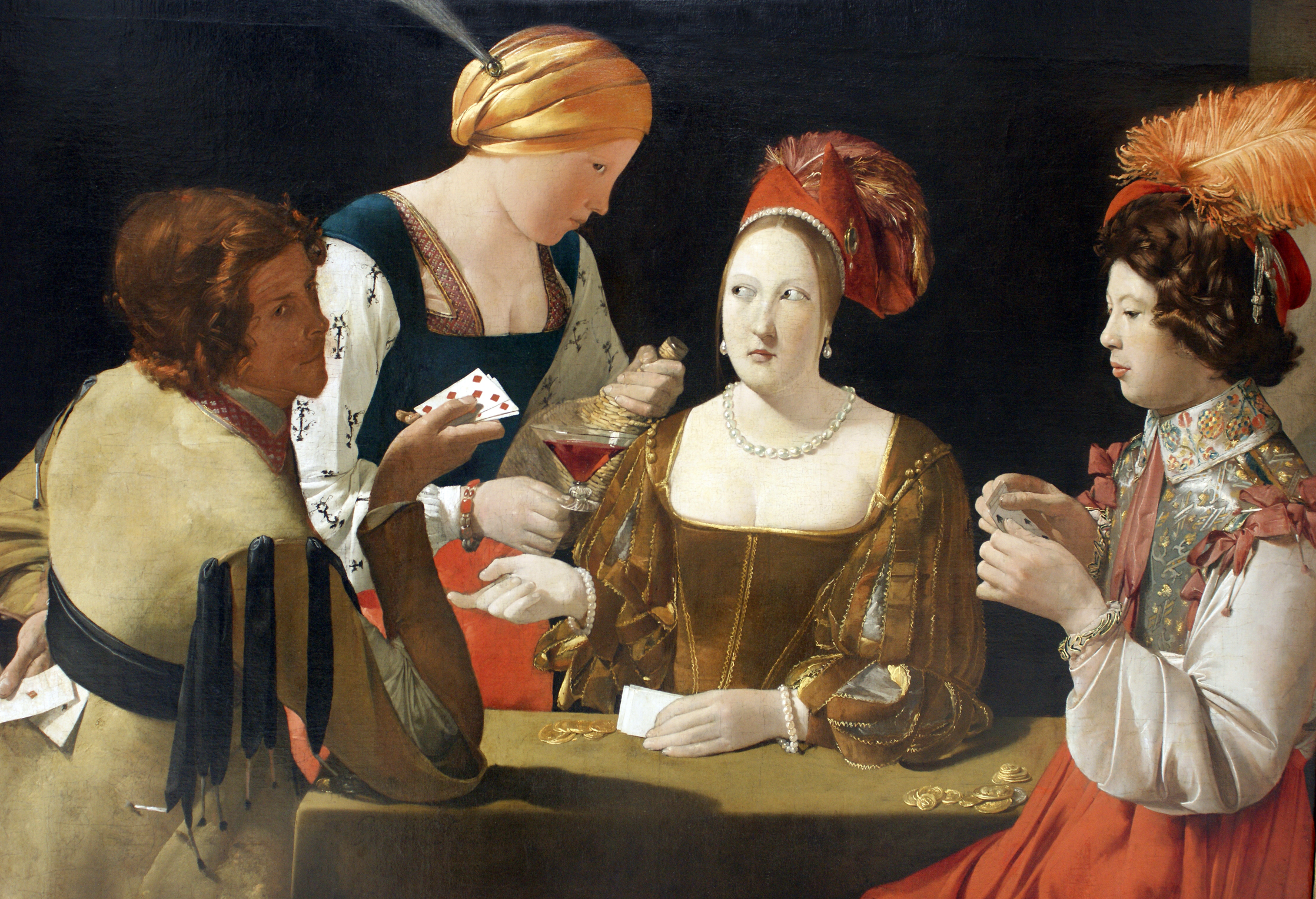
Kẻ bạc gian (Le Tricheur à l'as de carreau), họa phẩm của Georges de La Tour trưng bày bảo tàng Louvre, Paris

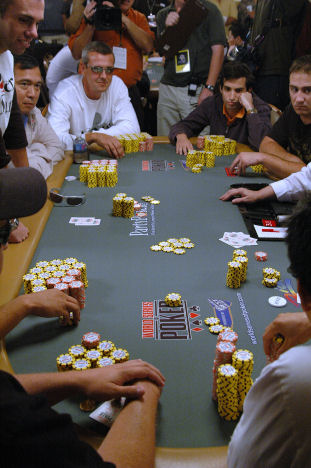
�7 người đang chơi poker với một người phát bài

Đánh bạc (hay cờ bạc, bài bạc, trò đỏ đen, kiếp đỏ đen) là trò chơi rủi ro lấy tiền hay một vật có giá trị ra để đánh cược. Đánh bạc cũng có thể được hiểu là việc chấp nhận được thua bằng tiền hay bằng một vật có giá trị dựa vào kết quả chưa rõ ràng của một sự kiện với một mục đích có thêm tiền bạc hoặc giá trị vật chất. Do vậy đánh bạc dựa trên 3 yếu tố: sự tính toán, cơ hội và phần thưởng. Thông thường, các kết quả hay biến cố nói trên sẽ được biết rõ ràng trong thời gian ngắn, chẳng hạn như việc lắc xúc xắc hoặc quay bi trên bàn roulette; tuy vậy các biến cố xa hơn cũng được sử dụng, như đánh bạc cho kết quả của cả một mùa giải thể thao (vd: cá độ bóng đá).
Hoạt động đánh bạc là một phần quan trọng trong thương mại quốc tế. Vào năm 2009, thị trường đánh bạc hợp pháp được ước tính có tổng giá trị lên đến 335 tỷ đô la. Đánh bạc không chỉ dùng tiền mà còn có thể sử dụng những vật phẩm có giá trị khác. Ví dụ, trong trò chơi Đánh bi, người chơi có thể đặt cược bằng những viên bi. Tương tự, trong các trò chơi như "Pogs" hoặc "Magic: The Gathering", người chơi có thể sử dụng những đĩa nhỏ hoặc thẻ giao dịch làm tiền cược.

## Thuật ngữ
Thuật ngữ "gaming" trong ngữ cảnh này thường ám chỉ đến các trường hợp hoạt động đã được phê duyệt cụ thể bởi pháp luật. Hai từ này không hoàn toàn trái ngược nhau; tức là một công ty "gaming" cung cấp các hoạt động "gambling" (cờ bạc) hợp pháp cho công chúng và có thể được điều chỉnh bởi một trong nhiều "gaming control board" (Ủy ban kiểm soát trò chơi), ví dụ như "Nevada Gaming Control Board" (Ủy ban kiểm soát trò chơi Nevada). Tuy nhiên, phân biệt này không được quan sát phổ biến trong thế giới nói tiếng Anh. Ví dụ, ở Vương quốc Anh, cơ quan quản lý hoạt động cờ bạc được gọi là "Gambling Commission" (Ủy ban cờ bạc), chứ không phải "Gaming Commission" (Ủy ban trò chơi). Từ "gaming" được sử dụng phổ biến hơn kể từ sự gia tăng của trò chơi máy tính và trò chơi điện tử để mô tả các hoạt động không nhất thiết liên quan đến đánh cược, đặc biệt là trò chơi trực tuyến, tuy vẫn chưa thể thay thế hoàn toàn định nghĩa cũ là định nghĩa chính trong từ điển thông thường. "Gaming" cũng đã được sử dụng để né tránh luật pháp về "gambling". Truyền thông và những người khác đã sử dụng một thuật ngữ hoặc một thuật ngữ khác để đặt nền tảng cho cuộc trò chuyện về các chủ đề này, dẫn đến sự thay đổi nhận thức trong công chúng.

## Lịch sử
Cờ bạc xuất hiện từ thời kỳ đồ đá cũ, khi lịch sử vẫn chưa được viết lại. Ở vùng đất Mesopotamia, người ta sử dụng xúc xắc sáu mặt sớm nhất, khoảng 3000 năm trước Công nguyên. Tuy nhiên, chúng được làm từ astragali, các hạt xương đã tồn tại hàng ngàn năm trước đó. Ở Trung Quốc, người ta đã rất phổ biến việc đánh bạc từ thiên niên kỷ thứ nhất trước Công nguyên, và cược vào những trận đấu giữa các con vật đã trở nên phổ biến. Trò chơi xổ số và domino (nguồn gốc của Pai Gow) đã xuất hiện ở Trung Quốc vào đầu thế kỷ thứ 10.
Bài bài xuất hiện vào thế kỷ thứ 9 ở Trung Quốc. Có hồi ký ghi lại việc đánh bạc ở Nhật Bản ít nhất từ thế kỷ thứ 14.
Trò chơi bài Poker, một trò chơi đánh bạc nổi tiếng ở Hoa Kỳ, xuất phát từ trò chơi Ba Tây có tên là As-Nas ở Ba Tư, đã tồn tại từ thế kỷ 17.
Casino đầu tiên được biết đến là Ridotto, và nó bắt đầu hoạt động từ năm 1638 tại thành phố Venice, Ý.

### Vương quốc Anh
Trải qua nhiều thế kỷ, đánh bạc đã trở thành một hoạt động giải trí chính phổ biến ở Vương quốc Anh. Nữ hoàng Elizabeth I phê chuẩn tổ chức một cuộc xổ số vào năm 1569. Đua ngựa đã trở thành một chủ đề ưa thích trong hơn ba thế kỷ. Hoạt động này đã được quy định chặt chẽ. Lịch sử cho thấy rằng phần lớn sự phản đối đến từ các tín đồ không tuân theo (Nonconformist Protestants) và các nhà cải cách xã hội.

### Hoa Kỳ
Đánh bạc đã trở thành một hoạt động phổ biến ở Hoa Kỳ trong nhiều thế kỷ. Tuy nhiên, trong suốt thời gian đó, luật pháp đã hạn chế đánh bạc ở nhiều khu vực. Vào đầu thế kỷ 20, đánh bạc gần như bị cấm hoàn toàn trên toàn bộ Hoa Kỳ và trở thành một hoạt động không hợp pháp, điều này đã làm tăng sự phát triển của mafia Mỹ và các tổ chức tội phạm khác. Ở cuối thế kỷ 20, thái độ của công chúng đối với đánh bạc đã thay đổi và các luật pháp chống đánh bạc cũng đã được nới lỏng.

## Pháp lý
Nhiều địa phương cũng như quốc gia, hoặc cấm cờ bạc hoặc kiểm soát nó chặt chẽ bằng cách cấp phép. Các quy định như vậy thường dẫn đến du lịch cờ bạc và cờ bạc bất hợp pháp trong các quốc gia mà nó không được cho phép. Sự tham gia của các chính phủ, thông qua các quy định và thuế, đã dẫn đến một kết nối chặt chẽ giữa các chính phủ và các tổ chức trò chơi, nơi cờ bạc hợp pháp cung cấp doanh thu chủ yếu cho ngân sách, chẳng hạn như tại các vùng lãnh thổ Monaco hoặc Macao.
Có luật yêu cầu rằng tỷ lệ cược trong các thiết bị chơi game là ngẫu nhiên theo thống kê, để ngăn chặn việc cản trở một số kết quả trả tiền thưởng cao. Vì các kết quả thưởng phạt cao có xác suất rất thấp, sự thiên vị cho nhà cái dễ dàng bị bỏ qua trừ khi tỷ lệ cược được kiểm tra một cách cẩn thận.
Hầu hết các khu vực pháp lý mà cho phép đánh bạc đòi hỏi người tham gia phải trên một độ tuổi nhất định. Trong một số khu vực pháp lý, tuổi cờ bạc khác nhau tùy thuộc vào loại cờ bạc. Ví dụ, ở nhiều bang của Mỹ, người chơi phải trên 21 tuổi mới được vào sòng bạc, nhưng có thể mua một vé xổ số khi đến tuổi 18.

### Thu hồi tài sản
Theo Thông luật, chủ yếu là hệ thống pháp luật Anh, một hợp đồng đánh bạc có thể không cung cấp cho một casino quyền được mua, cho phép thu hồi vốn bị đánh cắp trong một số tình huống. Trong vụ kiện Lipkin Gorman v Karpnale Ltd, có một luật sư đã sử dụng tiền bị đánh cắp để đánh bạc tại một sòng bạc, Thượng Nghị viện Vương quốc Anh bác bỏ phán quyết trước đây của Tòa án thượng thẩm, bắt các sòng bạc trả lại tiền bị đánh cắp cho người bị mất tiền. Tiền lệ của Luật Hoa Kỳ có phần tương tự.

### Tôn giáo
Quan điểm tôn giáo về cờ bạc khác biệt khá nhiều. Các bài thơ Hindu cổ xưa như Lament của Gambler và Mahabharata làm chứng cho sự phổ biến của cờ bạc trong xã hội Ấn Độ cổ đại. Tuy nhiên, các văn bản Arthashastra (khoảng thế kỷ 4 TCN) khuyến cáo đánh thuế và kiểm soát cờ bạc. Chính quyền Do Thái cổ đại phản đối cờ bạc, thậm chí con bạc chuyên nghiệp được cho là không đủ điều kiện làm chứng tại tòa án.
Giáo hội Công giáo cho rằng không có trở ngại về đạo đức đối với đánh bạc, miễn là đánh bạc công bằng, tất cả người chơi đều có một cơ hội hợp lý để thắng bạc và không có gian lận liên quan, các bên liên quan không biết trước kết quả đặt cược (trừ khi họ đã tiết lộ thông tin này). Cờ bạc đã thường được xem như là tệ nạn xã hội, với các hậu quả được ghi chép trong các tác phẩm châm biếm của Balzac. Vì những lý do xã hội và tôn giáo, pháp lý của hầu hết các nước hạn chế cờ bạc, và Pascal cũng chủ trương như vậy miễn là các điều kiện sau đây được đáp ứng; các con bạc có thể đủ khả năng chấp nhận thua cược, dừng lại khi đã đạt giới hạn, động cơ đánh bạc chỉ là giải trí và không thu lợi cá nhân dẫn đến việc "yêu tiền" hoặc đánh bạc để kiếm sống. Nói chung, các giám mục Công giáo có quan điểm phản đối đánh bạc với lý do nó cám dỗ mọi người quá thường xuyên và tạo ra các vấn đề, có thể dẫn đến nghiện cờ bạc, đặc biệt là tác động tiêu cực đến người nghèo; đôi khi họ cũng trích dẫn tác dụng phụ như làm tăng việc cho vay nặng lãi, mại dâm, tham nhũng, vô đạo đức của công chúng. Trong ít nhất một trường hợp, các giám mục ở đối diện với sòng bạc đã bán đất được sử dụng để xây dựng nó. Một số mục sư giáo xứ cũng đã phản đối sòng bạc với lý do bổ sung: Họ sẽ mất khách hàng từ trò chơi bingo tại nhà thờ và lễ hội hàng năm, nơi các trò chơi như blackjack, roulette, craps, và poker được sử dụng để gây quỹ từ thiện cho nhà thờ.
Mặc dù luật sharia có nhiều cách giải thích trong thế giới Hồi giáo, đồng thuận của các ulema với cờ bạc là haraam (tội lỗi). Trong nhận định đưa ra trong quá trình cấm cờ bạc, các luật gia Hồi giáo mô tả cờ bạc như là hành động phi Koran và có hại cho cộng đồng Hồi giáo. Các thuật ngữ Hồi giáo cho cờ bạc là maisar, tuy vậy nó có nghĩa khác là tiền nhanh. Trong các vùng của thế giới thực hiện pháp luật sharia đầy đủ như Aceh, hình phạt cho các con bạc người Hồi giáo có thể lên tới 12 roi hoặc phạt tù một năm, và phạt tiền đối với những người cung cấp địa điểm chơi cờ bạc. Một số quốc gia Hồi giáo cấm cờ bạc; hầu hết các nước khác quản lý nó chặt chẽ.

### Đạo Phật
Đức Phật đã xác định cờ bạc là nguồn gốc của sự phá hủy trong Kinh Singalovada.

### Đạo Hindu
Các bài thơ Hindu cổ như "Than vãn của kẻ đánh bạc" và "Mahabharata" chứng tỏ sự tồn tại của cờ bạc trong xã hội Ấn Độ cổ đại, đồng thời nhấn mạnh tác động tiêu cực của nó. Văn bản "Arthashastra" (khoảng thế kỷ 4 trước Công nguyên) khuyến nghị thuế và kiểm soát đánh bạc.

### Do Thái giáo
Các nhà lãnh đạo Do Thái cổ xưa không tán thành việc đánh bạc, thậm chí không cho phép người đánh bạc chuyên nghiệp làm chứng trong tòa án.

### Kitô giáo

#### Công giáo
Giáo hội Công giáo cho rằng không có cản trở đạo đức nào đối với đánh bạc, miễn là nó công bằng, tất cả những người đặt cược có cơ hội thắng hợp lý, không có gian lận, và các bên liên quan không có thông tin thực tế về kết quả đặt cược (trừ khi họ đã tiết lộ thông tin này), và miễn là đáp ứng các điều kiện sau đây: người đánh cờ có đủ khả năng để thua cược và dừng lại khi đạt đến giới hạn, và động cơ là để giải trí và không phải là lợi ích cá nhân dẫn đến "sự yêu của tiền" hoặc làm thu nhập. Nhìn chung, các giám mục Công giáo đã phản đối việc đánh bạc ở các sòng bạc vì nó thường xuyên kích thích con người trở thành nghiện cờ bạc hoặc gây ảnh hưởng tiêu cực đặc biệt đối với người nghèo; họ đôi khi cũng đề cập đến các tác động phụ như tăng cường cho vay nặng lãi, mại dâm, tham nhũng và tội phạm công cộng chung. Một số linh mục giáo xứ cũng chống lại sòng bạc vì lý do thêm là nó sẽ cướp khách hàng của trò Bingo và các lễ hội hàng năm của nhà thờ, nơi các trò chơi như blackjack, roulette, craps và poker được sử dụng để gây quỹ. Thánh Tôma Aquino đã viết rằng đánh bạc nên bị cấm đặc biệt khi người đặt cược thua là dưới tuổi vị thành niên hoặc không có khả năng đồng ý với giao dịch. Đánh bạc thường được coi là có hệ quả xã hội, như được châm biếm bởi Balzac. Vì các lý do xã hội và tôn giáo này, hầu hết các quy định pháp luật hạn chế đánh bạc, như được tán thành bởi Pascal.

#### Công giáo Kháng cự
Quan điểm về đánh bạc giữa các tôn giáo Công giáo Kháng cự có sự khác biệt, với một số cản trở hoặc cấm thành viên của họ tham gia đánh bạc. Người Mặc áo, theo tư tưởng của ngoại hình thiêng liêng, chống lại đánh bạc vì họ cho rằng đó là một tội lỗi sinh ra từ lòng tham. Các giáo phái khác cản trở đánh bạc bao gồm Hội thánh Chúa Cứu Thế, Hội thánh Phương pháp Hàn Quốc, Hội thánh Wesleyan Cơ đốc giáo, Lữ đoàn Cứu Thế và Hội thánh Nazarene.
Những giáo phái Cơ Đốc khác chống lại đánh bạc bao gồm Mê-nô-nít, Anh em Schwarzenau, Người Tin lành, Giáo Hội Cải cách Cơ đốc giáo ở Bắc Mỹ, Giáo hội Công đồng Tin Lành, Hội thánh Baptist Miền Nam, Hội thánh Cơ Đốc Giáo Mỹ, và Hội thánh Cửu Sắc thái đức Adventista.

#### Các tôn giáo Cơ Đốc khác
Các nhà thờ khác chống lại đánh bạc bao gồm Nhân chứng Giê-hô-va, Hội Thánh Chúa Jesus Kitô Các Thánh Cuối Cùng, Iglesia ni Cristo, và Hội Thánh Của Chúa Thuộc Về Tất Cả Mọi Người.

### Hồi giáo
Có sự nhất trí giữa các Ulema (những nhà học giả Hồi giáo) rằng đánh bạc là haram (cấm hoặc đồi trụy). Trong các luận điểm được đưa ra trong quá trình cấm đánh bạc, các nhà pháp lý Hồi giáo mô tả đánh bạc là không tuân thủ Kinh Quran và tổng quát gây hại cho Ummah Hồi giáo (Cộng đồng). Thuật ngữ tiếng Ả Rập cho đánh bạc là Maisir.
Họ hỏi bạn về rượu và đánh bạc. Hãy nói: 'Trong cả hai thứ đó đều chứa đựng tội lỗi nghiêm trọng, mặc dù có một số lợi ích cho con người. Nhưng tội lỗi của chúng nghiêm trọng hơn lợi ích của chúng.'— Bản mẫu:Qverse

Ở một số khu vực trên thế giới thực hiện toàn bộ Luật Shari'ah, như Aceh, các hình phạt đối với người Hồi giáo đánh bạc có thể lên đến 12 cái roi hoặc tù một năm và tiền phạt đối với những người cung cấp nơi để tiến hành đánh bạc. Một số quốc gia Hồi giáo cấm đánh bạc; hầu hết các quốc gia khác quy định nó.

### Đạo Bahá'í
Theo Sách Thiêng Liêng Nhất của Đạo Bahá'í, đoạn 155, đánh bạc bị cấm.

### Tại Việt Nam
Theo quy định Luật sửa đổi, bổ sung một số điều của Bộ Luật hình sự năm 2009. Điều 248: Người nào đánh bạc dưới bất kỳ hình thức nào được thua dưới dạng tiền mặt hay hiện vật ít nhất từ 2 hoặc dưới 2 triệu đồng nhưng đã bị kết án về tội này hoặc tội quy định tại Điều 249 của Bộ luật này, chưa được xóa án tích mà còn vi phạm, thì bị phạt tiền từ 5-50 triệu đồng, cải tạo không giam giữ đến 3 năm hoặc phạt tù từ 3 tháng đến 3 năm.
Phạm tội thuộc một trong các trường hợp sau đây, thì bị phạt tù từ 2-7 năm: "Có tính chất chuyên nghiệp; tiền hoặc hiện vật dùng để đánh bạc có giá trị rất lớn hoặc đặc biệt lớn; tái phạm nguy hiểm. Người phạm tội còn có thể bị phạt tiền từ 3-30 triệu đồng".
Mặt khác theo quy định tại tiểu mục 6.2 mục 6 Nghị quyết của Hội đồng thẩm phán Tòa án nhân dân tối cao số 02/2003/NQ-HĐTP ngày 17/4/2003 hướng dẫn áp dụng một số quy định của Bộ luật Hình sự thì: Tiền hoặc hiện vật có giá trị từ 1 triệu đồng đến dưới 10 triệu đồng là có giá trị lớn;Tiền hoặc hiện vật có giá trị từ 10 triệu đồng đến dưới 100 triệu đồng là có giá trị rất lớn; Tiền hoặc hiện vật có giá trị từ một trăm triệu đồng trở lên là có giá trị đặc biệt lớn.
Theo Nghị định 06/2017/NĐ-CP về kinh doanh đặt cược đua ngựa và đá bóng quốc tế, cá độ không được coi là hình thức đánh bạc. Công dân Việt Nam từ 21 tuổi trở lên và có đầy đủ năng lực hành vi dân sự theo quy định của pháp luật được phép tham gia vào hoạt động này. Tuy nhiên, đến năm 2022, việc triển khai nghị định này vẫn chưa được thực hiện. Do vậy, nó vẫn được xem là hành vi đánh bạc trái phép.

## Hậu quả tiêu cực
Các nghiên cứu cho thấy mặc dù nhiều người tham gia cờ bạc như một hình thức giải trí hoặc để kiếm thu nhập, cờ bạc, giống như bất kỳ hành vi nào liên quan đến sự biến đổi trong hóa chất não, có thể trở thành một nghiện hành vi. Nghiện hành vi có thể xảy ra với tất cả những hậu quả tiêu cực trong cuộc sống của một người mà không có vấn đề về sức khỏe vật lý như những người ám thị hay nghiện ma túy và rượu bia.
Nghiện cờ bạc có nhiều triệu chứng. Những người chơi cờ bạc thường đánh cờ để cố gắng lấy lại tiền mà họ đã mất, và một số người đánh cờ để giảm những cảm giác vô ích và lo lắng.
Ở Vương quốc Anh, Cơ quan Tiêu chuẩn Quảng cáo đã chỉ trích một số công ty cá cược vì đăng quảng cáo giả dạng như các bài viết tin tức, gợi ý một cách sai lệch rằng một người đã trả nợ và chi trả chi phí y tế bằng cách đánh cờ trực tuyến. Các công ty này đối diện với nguy cơ bị phạt.
Một nghiên cứu năm 2020 về 32 quốc gia phát hiện ra rằng càng có nhiều hoạt động cờ bạc trong một quốc gia, thì thị trường chứng khoán của quốc gia đó càng không ổn định.

## Những định kiến tâm lý
Người chơi cờ bạc có thể có những quan điểm và suy nghĩ không đúng về khả năng xảy ra của các sự kiện và sự ảnh hưởng đến việc đặt cược của họ.
- Ưu tiên cho kết quả có khả năng. Khi chơi cờ bạc, người ta thường ưu tiên đặt cược vào kết quả có khả năng xảy ra cao hơn. Đối với các cuộc thi thể thao, người chơi thường ưa thích đặt cược cho đội yêu thích và có thể chấp nhận mức cược cao hơn để có lợi thế trên kết quả ít có khả năng xảy ra.[67]
- Định kiến Lạc quan/Định kiến Mong muốn. Người chơi cờ bạc thường lạc quan và tin vào khả năng xảy ra của sự kiện. Ví dụ, người hâm mộ đội bóng trong NFL thích đặt cược cho đội của họ với tỷ lệ cược ngang hàng, bất kể số tiền cược là nhỏ hay lớn.[68]
- Khó lòng đặt cược ngược lại với kết quả mong muốn.[69] Mọi người thường không muốn đặt cược ngược lại kết quả mà họ mong muốn vì nó xung đột với niềm tin và lòng trung thành của họ. Người chơi cờ bạc cũng có xu hướng tránh đặt cược chống lại ứng cử viên hoặc đội bóng mà họ ưa thích, dù được đề xuất mức cược thuận lợi. Điều này phản ánh sự đánh đổi giữa lợi ích tài chính và lòng trung thành trong quyết định của họ.[69]
- Định kiến tỷ lệ. Người chơi cờ bạc thường ưa thích các cược với tỷ lệ xấu hơn được lấy từ một mẫu lớn, ví dụ như rút một quả bóng màu đỏ từ một hũ có 89 quả bóng màu đỏ và 11 quả bóng màu xanh, hơn là từ một mẫu nhỏ, ví dụ như rút một quả bóng màu đỏ từ một hũ có 9 quả bóng màu đỏ và 1 quả bóng màu xanh.[70]
- Lỗi tưởng tượng người chơi cờ bạc/định kiến gần đây tích cực.